# Citește și plângi
Citește și plângi (engleză Read It and Weep) este un Film Original Disney Channel, care și-a făcut premiera pe 21 iulie 2006, în Statele Unite. Filmul este bazat pe cartea lui Julia DeVillers, How My Private, Personal Journal Became a Bestseller.
Surorile Kay și Danielle Panabaker joacă rolurile lui Jamie Bartlett, respectiv alter ego-ul ei, Isabella (Iz sau Is).

## Distribuție
| Actor              | Rol                      |
| ------------------ | ------------------------ |
| Kay Panabaker      | Jameson "Jamie" Bartlett |
| Danielle Panabaker | Isabella "IS"            |
| Alexandra Krosney  | Harmony                  |
| Marquise Brown     | Lindsay                  |
| Allison Scagliotti | Sawyer "Myrna" Sullivan  |
| Jason Dolley       | Connor Kennedy           |
| Chad Broskey       | Marco Vega               |
| Tom Virtue         | Ralph Bartlett           |
| Connie Young       | Peggy Bartlett           |
| Robin Riker        | Diana                    |
| Nick Whitaker      | Lenny Bartlett           |
| Falisha Fehoko     | Jennifer 1               |
| Malinda Money      | Jennifer 2               |
| Joyce Cohen        | Miss Gallagher           |

## Cartea și filmul
Filmul se bazează pe cartea How My Private, Personal Journal Became a Bestseller. Autoarea Julia DeVillers a avut o apariție cameo într-o scenă, la o Pizzerie. Există, totuși, câteva diferențe între carte și film.

## Diferențe între carte și film
- În carte, Sawyer are părul lung și blond. În film, are părul scurt, șaten.
- În carte, Harmony locuiește în oraș și în suburbii. În film, ea locuiește într-un singur loc.
- În film, Lindsay are tenul închis la culoare, părul brunet, și ochii căprui. În carte, are tenul deschis, păr roșcat, și ochi albaștri.
- În carte, Lindsay este mereu supărată din cauza greutății sale. În film, acest lucru nu este menționat.
- În carte, Harmony are tenul închis la culoare, părul brunet, și ochii căprui. În film, are tenul deschis, ochii verzi și părul roșcat.
- În carte, Connor are păr șaten, dar în film, părul lui este blond.
- În carte, Connor e un nou venit, dar în film este prieten cu Jamie, de la început.
- În carte, Jamie nu l-a sărutat Connor.
- În carte, Jamie încearcă să fie ca IS, deoarece IS face întotdeauna lucruri bune, iar Jamie nu. În film, IS e opusul personajului din carte, iar Jamie încearcă să fie diferită de ea.
- În carte, Jamie are o soră pe nume Allie. În film, Jamie are un frate pe nume Lenny. În scena în care Jamie ștergea prieteni din lista de prieteni online, unul dintre nume era Allie.
- În carte, Jamie își intitulează povestea "IS". În film, o intitulează "IS Salvează Lumea" ("IS Saves the World").
- În carte nu are loc dansul.
- Jamie nu vorbește cu IS în carte.

## Locații
Citește și plângi a fost filmat la Liceul Murray și în Downtown Salt Lake City. Liceul Murray a fost, de asemenea, locul de filmare al filmului Take Down (1978) și scena auditoriumului din High School Musical (2006) și Minutemen (2008).